# 圣卡普赖德布莱
圣卡普赖德布莱（法語：Saint-Caprais-de-Blaye，法語發音：[sɛ̃ kapʁɛ də blaj]，意为“布莱的圣卡普赖”）是法国吉伦特省的一个旧市镇，属于布莱区。2019年，圣卡普赖德布莱与市镇马西亚克合并为新市镇瓦勒德利韦讷，圣卡普赖德布莱为新市镇行政中心。

## 地理
圣卡普赖德布莱（45°17'8"N, 0°33'46"W）面积5.17 平方千米，位于法国新阿基坦大区吉倫特省，该省份为法国西南部沿海省份，是法國本土面积最大的省，北起滨海夏朗德省，西临大西洋，南至朗德省，东南接洛特-加龍省，东临多爾多涅省。
与圣卡普赖德布莱接壤的市镇（或旧市镇、城区）包括：布瓦勒东、马西亚克、圣欧班德布莱、吉伦特河畔圣西耶、圣帕莱。
圣卡普赖德布莱的时区为UTC+01:00、UTC+02:00（夏令时）。

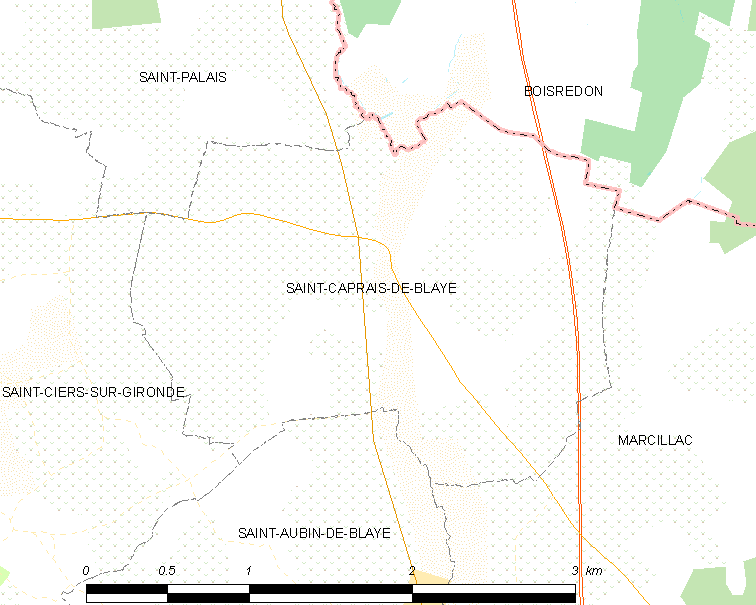
圣卡普赖德布莱的OSM定位图

## 行政
圣卡普赖德布莱的邮政编码为33820，INSEE市镇编码为33380。

## 政治
圣卡普赖德布莱所属的省级选区为河口县。

## 人口

1962-2008年间圣卡普赖德布莱人口变化图示

圣卡普赖德布莱于2018年1月1日时的人口数量为622人。